# Nicolás Cavigliasso
Nicolás Cavigliasso (General Cabrera, Córdoba, 3 de septiembre de 1991) es un piloto de cuatriciclo argentino. En 2017 ganó el Merzouga Dakar Series de Marruecos (Dakar de Seis Días) y resultó campeón de Argentina de Quadcross X y de ATV de Quads 4x2. Obtuvo el Rally Dakar de 2019 en cuadriciclo y en 2025 en categoría Challenger (T3).

## Palmarés
- 2016: Campeón Argentino Categoría Pro del Quadcross X.
- 2016: Campeón Categoría Pro del ATV de Buenos Aires.
- 2016: Campeón Argentino de ATV de Quads 4x2.
- 2017: 1.º en el Merzouga Dakar Series de Marruecos en Quads 4x2.
- 2017: 1.º en la Baja Inka de Perú, Paracas 1000, en Quads 4x2.
- 2018 Ganador del Desafío Ruta 40 y Atacama Rally en quads.
- 2019: Ganador del Rally Dakar de 2019 en cuatriciclos.
- 2025: Ganador del Rally Dakar de 2025 en Challenger.

## Resultados

### Rally Dakar
| Año     | Categoría  | Vehículo | Copiloto              | Posición | Victorias de etapa |
| ------- | ---------- | -------- | --------------------- | -------- | ------------------ |
| 2018    | Quads      | Yamaha   | Sin copiloto          | 2.º      | 2                  |
| 2019    | Quads      | Yamaha   | Sin copiloto          | 1.º      | 9                  |
| 2021    | Quads      | Yamaha   | Sin copiloto          | Ret.     | 2                  |
| 2023    | SSVs       | Can-Am   | Valentina Pertegarini | 25.º     | -                  |
| 2024    | Challenger | Taurus   | Valentina Pertegarini | 9.º      | 2                  |
| 2025    | Challenger | Taurus   | Valentina Pertegarini | 1.º      | 3                  |
| Fuente: |            |          |                       |          |                    |

### Campeonato Mundial de Rally Cross-Country de la FIM
| Año     | Categoría | Vehículo | Posición | Puntaje | Victorias             |
| ------- | --------- | -------- | -------- | ------- | --------------------- |
| 2018    | Quads     | Yamaha   | 3.º      | 56      | 2 (Atacama y Ruta 40) |
| Fuente: |           |          |          |         |                       |

### Campeonato Mundial de Rally Raid (FIA)
| Año     | Categoría              | Vehículo | Posición | Puntaje | Victorias |
| ------- | ---------------------- | -------- | -------- | ------- | --------- |
| 2023    | T3 / Challenger piloto | Taurus   | 14.º     | 13      | -         |
| 2024    | T3 / Challenger piloto | Taurus   | 2.º      | 187     | -         |
| Fuente: |                        |          |          |         |           |